# Hyperthaema sororita
Hyperthaema sororita är en fjärilsart som beskrevs av William Schaus 1920. Hyperthaema sororita ingår i släktet Hyperthaema och familjen björnspinnare. Inga underarter finns listade i Catalogue of Life.